# Al-Mudajbi
Al-Mudajbi (arab. المضيبي) – miasto w północno-wschodnim Omanie, w Prowincji Północno-Wschodniej. Według spisu ludności w grudniu 2010 roku liczyło 5252 mieszkańców. Jest siedzibą administracyjną wilajetu Al-Mudajbi, który w 2010 roku liczył 69 377 mieszkańców.